# 1920年10月27日月食
1920年10月27日月食为一次在协调世界时1920年10月27日出現的月全食。該次月食半影食分為2.425、全影食分為1.404。偏食維持了106分，全食維持43分。

## 概述
這次月食的食分是2.10，偏食維持了106分，全食維持43分。

## 基本參數
- 類型：月全食
- 食甚資料：
  - 日期：1920年10月27日
  - 時間：14:11
  - 月球位置：赤經2.10度、赤緯13.0度
  - 食分：半影食分：2.425、全影食分：1.404
  - 持續時間：偏食106分、全食43分

## 外部連結
- NASA月食專頁（页面存档备份，存于）（英文）